# ژان-کلود رباط
ژان-کلود رباط (انگلیسی: Jean-Claude Rabbath؛ زادهٔ ۱۲ ژوئیهٔ ۱۹۷۷) ورزشکار پرش ارتفاع اهل لبنان بود.